# 뿌요뿌요 (비디오 게임)
《뿌요뿌요》(ぷよぷよ)는 컴파일이 제작한 퍼즐 게임이다. 컴파일의 RPG 시리즈 마도전기의 주인공 아르르 나쟈가 그 게임의 등장인물들을 새로 배운 마법으로 뿌요뿌요 경기를 치러 승부하는 내용이다. 컴파일 사의 직원 요네미츠 카즈나리가 기획하고 사장 니이타니 마사미츠가 제작했다.
최초로 발매된 버전은 도쿠마 쇼텐이 1991년에 발매한 〈패미매가 디스크 Vol. 5〉에 수록된 MSX2 및 패미컴 디스크 시스템판이었다. 이 때는 일인용 퍼즐 게임이었으나, 1년 후 세가와의 협력을 통해 출시된 아케이드판에서 재치있는 만담으로 가득찬 장면들과 2인 대전 경기를 추가한 것이 인기를 끌어 획기적인 상업적 성공을 기록했다. 이후 메가 드라이브, 슈퍼 패미컴을 포함한 다수의 기종으로 이식됐다.
1994년에 여러 대전규칙이 추가된 후속작 《뿌요뿌요 2》가 출시됐다.